# LuK Challenge
La LuK Challenge va ser una cursa ciclista d'un dia que es disputava a Bühl a Baden-Württemberg, Alemanya. La primera edició data del 1968, i al llarg de la seva història ha anat canviant de noms. Tradicionalment es competia en una contrarellotge per parelles, encara que alguns anys també s'ha disputat una cursa individual i una femenina.

## Palmarès per parelles
| Any                                 | Vencedors                                | Segons                              | Tercers                                   |
| Gran Premi Baden-Baden              | Gran Premi Baden-Baden                   | Gran Premi Baden-Baden              | Gran Premi Baden-Baden                    |
| ----------------------------------- | ---------------------------------------- | ----------------------------------- | ----------------------------------------- |
| 1968                                | Ferdinand Bracke · Vittorio Adorni       | Jacques Anquetil · Rudi Altig       | Charly Grosskost · Roger Pingeon          |
| 1969                                | Herman Van Springel · Roger De Vlaeminck | Rudi Altig · Vittorio Adorni        | Hans Jünkermann · Wilfried Peffgen        |
| 1970                                | Roger De Vlaeminck · Herman Van Springel |                                     |                                           |
| 1971                                | Eddy Merckx · Herman Van Springel        | Gösta Pettersson · Tomas Pettersson | Charly Grosskost · Luis Ocaña             |
| 1972-88                             | no disputat                              | no disputat                         | no disputat                               |
| 1989                                | Laurent Fignon · Thierry Marie           | Tom Cordes · Rolf Golz              | Harmut Bolts · Dominik Krieger            |
| 1990-91                             | no disputat                              | no disputat                         | no disputat                               |
| Gran Premi Telekom                  |                                          |                                     |                                           |
| 1992                                | Dominik Krieger · Tony Rominger          | Udo Bolts · Jens Heppner            | Viatxeslav Iekímov · Olaf Ludwig          |
| 1993                                | Gianni Bugno · Maurizio Fondriest        | Chris Boardman · Claudio Chiappucci | Thierry Marie · Pascal Lino               |
| 1994                                | Jens Lehmann · Tony Rominger             | Olaf Ludwig · Rolf Aldag            | Chris Boardman · Pascal Lance             |
| 1995                                | Andrea Chiurato · Tony Rominger          | Olaf Ludwig · Rolf Aldag            | Claudio Chiappucci · Beat Zberg           |
| 1996                                | Chris Boardman · Uwe Peschel             | Olaf Ludwig · Rolf Aldag            | Bjarne Riis · Jan Ullrich                 |
| Gran Premi Breitling                |                                          |                                     |                                           |
| 1997                                | Oscar Camenzind · Johan Museeuw          | Eddy Seigneur · Andrea Peron        | Jan Ullrich · Rolf Aldag                  |
| 1998                                | Udo Bölts · Christian Henn               | Jan Ullrich · Rolf Aldag            | Erik Zabel · Jens Heppner                 |
| 1999                                | Chris Boardman · Jens Voigt              | Laurent Jalabert · Abraham Olano    | Michael Boogerd · Erik Dekker             |
| Gran Premi EnBW                     |                                          |                                     |                                           |
| 2000                                | Michael Rich · Torsten Schmidt           | Oscar Camenzind · Robert Hunter     | Marc Wauters · Erik Dekker                |
| 2001                                | Christophe Moreau · Florent Brard        | Jens Lehmann · Thomas Liese         | Viatxeslav Iekímov · Víctor Hugo Peña     |
| Karlsruher Versicherungs-Grand Prix |                                          |                                     |                                           |
| 2002                                | Michael Rich · Uwe Peschel               | Laurent Jalabert · Nicolas Jalabert | Joseba Beloki · Igor González de Galdeano |
| 2003                                | Michael Rich · Sebastian Lang            | Georg Totschnig · Torsten Schmidt   | Bobby Julich · Aleksandr Vinokurov        |
| LuK Challenge                       |                                          |                                     |                                           |
| 2004                                | Bobby Julich · Jens Voigt                | Michael Rich · Uwe Peschel          | Markus Fothen · Sebastian Lang            |
| 2005                                | Bobby Julich · Jens Voigt                | Markus Fothen · Sebastian Lang      | Michael Rich · Uwe Peschel                |
| 2006                                | Markus Fothen · Sebastian Lang           | Fabian Cancellara · Fränk Schleck   | Marc Wauters · Niels Scheunemann          |

## Palmarès individual
| Any     | Vencedor         | Segon            | Tercer             |
| LuK Cup | LuK Cup          | LuK Cup          | LuK Cup            |
| ------- | ---------------- | ---------------- | ------------------ |
| 1996    | Robbie McEwen    | Dimitri Konychev | Davide Dall'Olio   |
| 1997    | Jan Ullrich      | Juris Silovs     | Nicola Loda        |
| 1998    | Piotr Ugrumov    | Daniel Atienza   | Jens Heppner       |
| 1999    | Pavel Tonkov     | Dario Frigo      | Koos Moerenhout    |
| 2000    | Gianni Faresin   | Jan Ullrich      | Paolo Lanfranchi   |
| 2001    | Geert Verheyen   | Davide Rebellin  | Oscar Camenzind    |
| 2002    | Davide Rebellin  | Dario Frigo      | Matthias Kessler   |
| 2003    | Matthias Kessler | Davide Rebellin  | Félix García Casas |

## Palmarès femení
| Any           | Vencedores                             | Segones                             | Terceres                             |
| LuK Challenge | LuK Challenge                          | LuK Challenge                       | LuK Challenge                        |
| ------------- | -------------------------------------- | ----------------------------------- | ------------------------------------ |
| 2004          | Mirjam Melchers · Leontien van Moorsel | Judith Arndt · Petra Rossner        | Zulfiya Zabirova · Christiane Soeder |
| 2005          | Judith Arndt · Trixi Worrack           | Mirjam Melchers · Susanne Ljungskog | Sarah Ulmer · Melissa Holt           |